# 交響曲第1番 (マデトヤ)
交響曲第1番（こうきょうきょくだい1ばん）ヘ長調作品29は、レーヴィ・マデトヤが1914年から1916年にかけて作曲した交響曲。1916年2月10日に、フィンランドのヘルシンキにおいて作曲者自身の指揮、ヘルシンキ・フィルハーモニー管弦楽団の演奏で初演された。シベリウスとチャイコフスキーの影響を感じさせる新作の初演は評論家から温かく迎えられ、フィンランド音楽界に重要な交響曲の才能が登場したと結ばれた。

## 概要
第一次世界大戦に由来する敵対意識が続く中であったが、マデトヤはヴィープリ管弦楽団の指揮者職（1914年から1916年）を引き受けるべく1914年9月にロシアへと赴いた。彼はこのオーケストラが比較的荒廃した状態にあることに気づく。彼が編成できた音楽家は19人しかおらず、この現実のために小編制の楽曲を探したり題材を小編制へ編曲することに多くの時間を割くことを余儀なくされた。そうした中でも、彼は駆け出しの自分のキャリア最大の仕事である交響曲に着手する時間を見出していった。指揮者としての職責があったため作曲は幾度も阻まれることになったが、フィンランド最大の交響曲作家であり自身の師でもあったジャン・シベリウスから激励の手紙を受け取っていた。
貴方が交響曲の仕事について書いてくれたことは私にとって望外の喜びです。この分野で貴方が最大の成功を達成するだろうと感じます、というのも貴方には人を交響曲作家たらしめる特性が的確に備わっていると思うからです。これは私が確信するところです。—ジャン・シベリウス、1914年10月、かつての弟子へ宛てた手紙
1916年2月10日、マデトヤは公に交響曲作家の系譜に名を連ねることになる。ヘルシンキ・フィルハーモニー管弦楽団が作曲者自身の指揮で新作を演奏したのである。同楽団の創設者、首席指揮者であったロベルト・カヤヌスが曲の献呈を受けた。シベリウスの「確信」には先見の明があったと明らかになった。評論家がこの新作に温かい評をおくり、新たな交響曲の才能が現れたというのが一般的な印象だったからである。例として、フィンランドの評論家であるエヴェルト・カティラは『ウーシ・スオミ』紙上でマデトヤの交響曲を賞賛し、「この交響曲はその構成の論理と管弦楽法の半透明な明るさにより訴えるものがある」と記している。
初演に立ち会ったシベリウスも本作の美しさを特筆している。しかしながら、彼の師としての目にはかつての弟子の成熟は幾分停滞して見えていた。例えば、本作の一部の論評においてマデトヤの音楽にシベリウスの影響が認められると論じられた際、彼はマデトヤが比較に気を悪くしたのではないかと気を揉み、マデトヤの性格的な「鬱気質」を「不機嫌」と勘違いした。突如、シベリウスはマデトヤが傲慢であると考えるようになり、彼がシベリウスと友好と敵対の関係を繰り返していたカヤヌスと距離を詰めていく姿に懸念の目を向けていった。「マデトヤに会った。こう言うのは残念であるが、この者は直近の成功後に非常に横柄になってしまった」と、シベリウスは日記に悩みを書き留めている。「カヤヌスが世辞によって彼を褒め殺しにし、彼にはそれが何であるのかを理解する目が養われていない。」

## 楽器編成
ピッコロ、フルート3、オーボエ2、コーラングレ、クラリネット2、バスクラリネット、ファゴット2、ホルン4、トランペット3、トロンボーン3、チューバ、ティンパニ、トライアングル、シンバル、バスドラム、スネアドラム、タンバリン、ハープ、弦五部。

## 楽曲構成
全3楽章構成となっている。マデトヤの3作の交響曲で、伝統的な4楽章構成から逸脱しているのは本作のみである。

### 第1楽章
Allegro 3/4拍子 ヘ長調
ソナタ形式。エリッキ・サルメンハーラは強靭な動機による第1主題が、リヒャルト・シュトラウスの『ティル・オイレンシュピーゲルの愉快ないたずら』を想起させると述べる。しかし、マデトヤはシュトラウスを取り立てて好んでいたわけではないため、これは珍しいことである。「夢見るような」第2主題はメノ・アレグロ、変ニ長調で出され、チャイコフスキーを思わせる。第1主題と比べた場合、「異なる世界、交響曲の進行を停止させるような穏やかなオアシスから」来るものである、とサルメンハーラは評している。

### 第2楽章
Lento misterioso
3つの楽章の中でテンポが最も遅く、演奏時間は最も長くなっており、「深いフィンランドの憂鬱さの芳香」を漂わせる。レント・ミステリオーソの第1主題はフルートのサイレンのようなモチーフが沈痛なチェロ独奏に並置され、両者のやり取りが間隔をあけて不意に放たれる金管の不吉な発声に遮られる。半ばほどまで進むと、第2主題のポコ・トランクィロが現れる。嬰ヘ長調でのオーボエ、クラリネット、フルートの繊細な木管同士の対話を、低弦のピッツィカート、弦楽器、ホルンが下支えする。このパッセージはシベリウスの交響曲第3番の第3楽章を想起させるものであるが、決して派生から生まれたものではない。サルメンハーラによると、この主題は「完全にマデトヤ自身によるもの」だという。チェロが奏していた旋律をコーラングレが受け持つという変更を加えつつ第1主題が回帰し、楽章は終わりを迎える。

### 第3楽章
Allegro vivace
第1楽章の2つの主題によって開始する。2つ目の主題によってやはり時が止まりそうになるが、新たな主題が提示されて音楽は進行を再開する。ヘ長調からハ長調へ移って頂点を築き、さらにイ長調へ至って幕を閉じる。

## 評価
ペトリ・サカリ（1992年、Chandos）とアルヴォ・ヴォルマー（1999年、Alba Records）の同曲の録音評として、『アメリカン・レコード・ガイド』のトム・ゴデルはマデトヤが「自らの楽曲の全てにおいて美しく、鮮やかな色彩が渦巻く虹を作り上げる」能力を賞賛している。一方、本作が「記憶に残る主題や滑らかな推移を欠いている」と非難し、さらに次のように強く唱えている。「マデトヤは、単純に1つの着想を投入しては突如次に移るということを幾度もする。その結果、音楽は磨き上げられた最終稿というより荒い下書きのようになってしまっている。」『ファンファーレ』誌のフィリップ・スコットは、ヨン・ストルゴールズによる第1交響曲、第3交響曲の録音（2013年、Ondine）について書いており、前者について「当盤で最もシベリウス的な音楽」と評し、マデトヤが「20世紀でも最高に愛らしい交響曲のうち3曲」を作曲したことを賞賛している。